# اسم عدد
أسماء العدد ما وضعت لكمية آحاد الأشياء، أي المعدودات.